# Renato Rosa
Renato Nunes Rosa é um peão de boiadeiro brasileiro. Em 2010, sagrou-se campeão mundial de montaria em touros pela PBR (Professional Bull Riders).
Ainda em 2010, ajudou o Brasil a sagrar-se campeão mundial por equipes desta categoria, sendo eleito o melhor competidor do torneio.